# Baeksang Arts Awards de 2015
A 51ª cerimônia anual do Baeksang Arts Awards foi realizada em 26 de maio de 2015. Sua transmissão ocorreu pela emissora por assinatura JTBC, durante evento realizado no Grande Salão da Paz da Universidade Kyung Hee em Seul, foi apresentado por Shin Dong-yup, Kim Ah-joong e Joo Won.
Os indicados foram anunciados em 25 de abril de 2015. A série Heard It Through the Grapevine da SBS, recebeu o maior número de indicações e venceu o prêmio de Melhor Drama. As maiores honras da noite, o Grande Prêmio (Daesang), foram entregues na categoria cinema a Choi Min-sik, que estrelou o filme The Admiral: Roaring Currents e Na Young-seok, pela categoria televisão, que dirigiu os programas Grandpas Over Flowers e Three Meals a Day, ambos exibidos pela tvN.

## Vencedores e indicados
Lista completa de indicados e vencedores (este último indicado em negrito).

### Cinema
| Grande Prêmio | Grande Prêmio |
| --- | --- |
| Choi Min-sik - The Admiral: Roaring Currents | |
| Melhor Filme | Melhor Diretor |
| - Revivre - The Admiral: Roaring Currents - A Girl at My Door - Han Gong-ju - A Hard Day                                                                              | - Kim Seong-hun - A Hard Day - Hong Sang-soo - Hill of Freedom - Im Kwon-taek - Revivre - Yoon Je-kyoon - Ode to My Father - Zhang Lu - Gyeongju         |
| Melhor Ator | Melhor Atriz |
| - Lee Sun-kyun - A Hard Day - Cho Jin-woong - A Hard Day - Ahn Sung-ki - Revivre - Choi Min-sik - The Admiral: Roaring Currents - Sol Kyung-gu - My Dictator          | - Yum Jung-ah - Cart - Bae Doona - A Girl at My Door - Kim Sae-ron - A Girl at My Door - Shin Min-a - Gyeongju - Son Ye-jin - The Pirates                |
| Melhor Ator Coadjuvante | Melhor Atriz Coadjuvante |
| - Yoo Hae-jin - The Pirates - Lee Geung-young - Whistle Blower - Park Sung-woong - The Deal - Song Sae-byeok - A Girl at My Door - Yoo Yeon-seok - The Royal Tailor   | - Kim Ho-jung - Revivre - Han Ye-ri - Haemoo - Jo Yeo-jeong - Obsessed - Lee Jung-hyun - The Admiral: Roaring Currents - Moon Jung-hee - Cart            |
| Melhor Ator Revelação | Melhor Atriz Revelação |
| - Park Yoo-chun - Haemoo - Byun Yo-han - Socialphobia - Jo Bok-rae - C'est Si Bon - Kang Ha-neul - Twenty - Lee Min-ho - Gangnam Blues                                | - Chun Woo-hee - Han Gong-ju - Esom - Scarlet Innocence - Kim Seolhyun - Gangnam Blues - Lee Ha-nui - Tazza: The Hidden Card - Lim Ji-yeon - Obsessed    |
| Melhor Diretor Revelação | Melhor Roteiro |
| - July Jung - A Girl at My Door - Hong Seok-jae - Socialphobia - Jin Mo-young - My Love, Don't Cross That River - Lee Byeong-heon - Twenty - Lee Su-jin - Han Gong-ju | - Kim Kyung-chan - Cart - Kim Seong-hun - A Hard Day - Lee Chun-hyeong - Whistle Blower - Lee Su-jin - Han Gong-ju - Shim Sung-bo, Bong Joon-ho - Haemoo |
| Ator Mais Popular | Atriz Mais Popular |
| - Lee Min-ho - Gangnam Blues | - Park Shin-hye - The Royal Tailor |

### Filmes com múltiplas indicações
| Indicações | Filme                         |
| ---------- | ----------------------------- |
| 5          | A Girl at My Door             |
| 5          | A Hard Day                    |
| 4          | The Admiral: Roaring Currents |
| 4          | Revivre                       |
| 3          | Cart                          |
| 3          | Gangnam Blues                 |
| 3          | Haemoo                        |
| 3          | Han Gong-ju                   |
| 2          | Gyeongju                      |
| 2          | Obsessed                      |
| 2          | The Pirates                   |
| 2          | The Royal Tailor              |
| 2          | Twenty                        |
| 2          | Whistle Blower                |

### Filmes com múltiplos prêmios
| Prêmios | Filme      |
| ------- | ---------- |
| 3       | A Hard Day |
| 2       | Revivre    |
| 2       | Cart       |

### Televisão
| Grande Prêmio | Melhor Drama |
| --- | --- |
| - Na Young-seok - Grandpas Over Flowers, Three Meals a Day | - Heard It Through the Grapevine (SBS) - Kill Me, Heal Me (MBC) - Misaeng: Incomplete Life (tvN) - Punch (SBS) - Steal Heart (JTBC) |
| Melhor Programa Educacional | Melhor Programa de Entretenimento |
| - Food Odyssey (KBS) - Family Shock - Revolt of the Climate - World Theme Travel - Special: Life Crossing | - Non-Summit (JTBC) - Infinite Challenge (MBC) - The Return of Superman (KBS2) - Running Man (SBS) - Three Meals a Day (tvN) |
| Melhor Diretor | Melhor Roteiro |
| - Kim Won-seok - Misaeng: Incomplete Life - Ahn Pan-seok - Heard It Through the Grapevine - Kim Jin-man - Kill Me, Heal Me - Kim Jung-min - Bad Guys - Kim Sang-hyup - Mama | - Park Kyung-soo - Punch - Jin Soo-wan - Kill Me, Heal Me - Jung Sung-joo - Heard It Through the Grapevine - Kim Woon-kyung - Steal Heart - Noh Hee-kyung - It's Okay, That's Love                                                     |
| Melhor Ator | Melhor Atriz |
| - Lee Sung-min - Misaeng: Incomplete Life - Cho Jae-hyun - Punch - Ji Sung - Kill Me, Heal Me - Jo In-sung - It's Okay, That's Love - Kim Rae-won - Punch | - Song Yun-ah - Mama - Kim Ok-bin - Steal Heart - Lee Yoo-ri - Jang Bo-ri is Here! - Moon Jung-hee - Mama - Park Shin-hye - Pinocchio                                                                                                  |
| Melhor Ator Revelação | Melhor Atriz Revelação |
| - Yim Si-wan - Misaeng: Incomplete Life - Do Kyung-soo - It's Okay, That's Love - Kim Dae-myung - Misaeng: Incomplete Life - Lee Joon - Heard It Through the Grapevine - Park Hyung-sik - What Happens to My Family?                                                                            | - Go Ah-sung - Heard It Through the Grapevine - Baek Ji-yeon - Heard It Through the Grapevine - Han Sunhwa - Rosy Lovers - Kim Seul-gi - Discovery of Love - Nam Ji-hyun - What Happens to My Family?                                  |
| Melhor Artista de Variedades – Masculino | Melhor Artista de Variedades – Feminino |
| - Jun Hyun-moo - Non-Summit, I Live Alone - Jeong Hyeong-don - Please Take Care of My Refrigerator, Infinite Challenge - Kim Sung-joo - Please Take Care of My Refrigerator, King of Mask Singer - Sung Si-kyung - Witch Hunt, Non-Summit - Yoo Se-yoon - Non-Summit, Saturday Night Live Korea | - Lee Guk-joo - Roommate - 2° Temporada, Comedy Big League - Ahn Young-mi - Real Men: Female Soldier Special 2, Saturday Night Live Korea - Heo Anna - Gag Concert - Jang Do-yeon - Comedy Big League - Lee Young-ja - Hello Counselor |
| Ator Mais Popular | Atriz Mais Popular |
| - Lee Jong-suk - Pinocchio | - Krystal - My Lovely Girl |

### Programas com múltiplas indicações
| Indicações | Programa de Televisão               |
| ---------- | ----------------------------------- |
| 6          | Heard It Through the Grapevine      |
| 4          | Non-Summit                          |
| 4          | Kill Me, Heal Me                    |
| 4          | Punch                               |
| 3          | Steal Heart                         |
| 3          | It's Okay, That's Love              |
| 2          | Infinite Challenge                  |
| 2          | Pinocchio                           |
| 2          | Please Take Care of My Refrigerator |
| 2          | Three Meals a Day                   |
| 2          | What Happens to My Family?          |

### Programas com múltiplos prêmios
| Prêmios | Programas de Televisão         |
| ------- | ------------------------------ |
| 3       | Misaeng: Incomplete Life       |
| 2       | Heard It Through the Grapevine |
| 2       | Non-Summit                     |

### Outros prêmios
| Prêmio Fashion InStyle      | Prêmio iQiyi de Estrela Global |
| --------------------------- | ------------------------------ |
| - Lee Jung-jae - Shin Min-a | - Lee Min-ho - Park Shin-hye   |